# Gottfried von Bismarck-Schönhausen
Gottfried von Bismarck-Schönhausen, född 29 mars 1901 i Berlin, död 14 september 1949 i Verden an der Aller, var en tysk politiker och SS-Brigadeführer. Han var sonson till Otto von Bismarck.

## Biografi
von Bismarck-Schönhausen var medlem av Tyska riksdagen från 1933 till 1945. Mellan 1935 och 1938 var han Regierungspräsident i Stettin och mellan 1938 och 1944 beklädde han samma ämbete i Potsdam.
Efter 20 juli-attentatet mot Adolf Hitler 1944 misstänktes von Bismarck-Schönhausen vara en av de sammansvurna och internerades i ett koncentrationsläger.
Tillsammans med sin hustru omkom von Bismarck-Schönhausen i en bilolycka 1949.